# 阿胡行宮
阿胡行宮（あごのかりみや）は、伊勢神宮豊受大神宮（外宮）の第一回式年遷宮に際して、持統天皇の宿泊等のために、仮に設けられた施設（行宮）である。
実際の場所は何れで有ったか、諸説分かれている。

## 比定候補地
- 志摩国国府（志摩市阿児町国府） ：志摩国府があったことから、この地が有力ではないかとされる｡
- 鳥羽湾（鳥羽市小浜海岸） ：下記の歌に現れる地名から、こちらも有力な地とされる。

### 柿本人麻呂の歌
この伊勢への行幸の際、都にて留守を預かる柿本人麻呂が次の歌を詠んだ｡ 

#### 一番目
一番目の歌にある「嗚呼見の浦」とは、鳥羽市小浜海岸にある浜がアミの浜と呼ばれていることから同地とする説が有力である。
また、「見」は「兒」の誤りが伝えられたとし、「嗚呼兒の浦」と解釈し志摩市阿児町国府の海岸などを同地とする説もある。

#### 二番目
二番目の「答志の崎」とは鳥羽市答志島にある岬（場所は同定されず）であるとされる。 

#### 三番目
三番目の歌の「伊良虞」は、愛知県渥美半島突端の伊良湖岬あるいは鳥羽市神島のことであるとされる｡ 

### その他の歌
万葉集には他に、阿胡行宮に随行した夫（当麻麻呂）を、都に残った妻が偲ぶ
や、随行した夫（石上麻呂）が妻を想う
が記されている。
「名張」は三重県名張市、「いざ見の山」は、三重県・奈良県境の高見山とされている。